# Summer World University Games 2025/Tischtennis
Bei den Summer World University Games 2025 wurden in Essen 7 Wettkämpfe im Tischtennis ausgetragen.

## Bilanz

### Medaillenspiegel
| Platz  | Land                           | 00 | 00 | 00 | Gesamt |
| ------ | ------------------------------ | -- | -- | -- | ------ |
| 1      | China                          | 2  | 4  | 3  | 9      |
| 2      | Japan                          | 2  | 1  | 1  | 4      |
| 3      | Chinesisch Taipeh              | 1  | 1  | 2  | 4      |
| 4      | Individuelle Neutrale Athleten | 1  | 1  | –  | 2      |
| 5      | Hongkong                       | 1  | –  | 3  | 4      |
| 6      | Rumänien                       | –  | –  | 2  | 2      |
| 7      | Deutschland                    | –  | –  | 1  | 1      |
| 7      | Frankreich                     | –  | –  | 1  | 1      |
| 7      | Südkorea                       | –  | –  | 1  | 1      |
| Gesamt | Gesamt                         | 7  | 7  | 14 | 28     |

### Medaillengewinner
| Disziplin         | Gold                                                                         | Silber                                             | Bronze                                                                    |
| ----------------- | ---------------------------------------------------------------------------- | -------------------------------------------------- | ------------------------------------------------------------------------- |
| Männer Einzel     | Wladimir Sidorenko (AIN)                                                     | Maxim Grebnew (AIN)                                | Eduard Ionescu (ROU)                                                      |
| Männer Einzel     | Wladimir Sidorenko (AIN)                                                     | Maxim Grebnew (AIN)                                | Sun Zheng (CHN)                                                           |
| Frauen Einzel     | Zhao Shang (CHN)                                                             | Huang Yu-jie (TPE)                                 | Ng Wing Lam (HKG)                                                         |
| Frauen Einzel     | Zhao Shang (CHN)                                                             | Huang Yu-jie (TPE)                                 | Wang Xiaotong (CHN)                                                       |
| Männer Doppel     | Baldwin Chan / Yiu Kwan To (HKG)                                             | Shunsuke Okano / Yuma Tanigaki (JPN)               | Cho Dae-seong / Yun Chang-min (KOR)                                       |
| Männer Doppel     | Baldwin Chan / Yiu Kwan To (HKG)                                             | Shunsuke Okano / Yuma Tanigaki (JPN)               | Eduard Ionescu / Darius Movileanu (ROU)                                   |
| Frauen Doppel     | Han Feier / Wang Xiaotong (CHN)                                              | Yang Yiyun / Zhao Shang (CHN)                      | Chien Tung-chuan / Tsai Yun-en (TPE)                                      |
| Frauen Doppel     | Han Feier / Wang Xiaotong (CHN)                                              | Yang Yiyun / Zhao Shang (CHN)                      | Isa Cok / Camille Lutz (FRA)                                              |
| Mixed Doppel      | Shunsuke Okano / Kyoka Idesawa (JPN)                                         | Zeng Beixun / Han Feier (CHN)                      | Chen Junsong / Wang Xiaotong (CHN)                                        |
| Mixed Doppel      | Shunsuke Okano / Kyoka Idesawa (JPN)                                         | Zeng Beixun / Han Feier (CHN)                      | Baldwin Chan / Wong Hoi Tung (HKG)                                        |
| Männer Mannschaft | Chinesisch TaipehChang Ping-cheng Feng Yi-hsin Huang Yan-cheng Kao Cheng-jui | ChinaAo Hualei Chen Junsong Sun Zheng Zeng Beixun  | DeutschlandMatthias Danzer Kirill Fadeev Timotius Köchling Benno Oehme    |
| Männer Mannschaft | Chinesisch TaipehChang Ping-cheng Feng Yi-hsin Huang Yan-cheng Kao Cheng-jui | ChinaAo Hualei Chen Junsong Sun Zheng Zeng Beixun  | JapanShunsuke Okano Yuma Tanigaki Kanta Tokuda Jo Yokotani                |
| Frauen Mannschaft | JapanSakura Aoi Mana Asada Kyoka Idesawa Kotomi Omoda                        | ChinaHan Feier Wang Xiaotong Yang Yiyun Zhao Shang | Chinesisch TaipehCheng Pu-syuan Chien Tung-chuan Huang Yu-jie Tsai Yun-en |
| Frauen Mannschaft | JapanSakura Aoi Mana Asada Kyoka Idesawa Kotomi Omoda                        | ChinaHan Feier Wang Xiaotong Yang Yiyun Zhao Shang | HongkongKong Tsz Lam Lee Hoi Man Ng Wing Lam Wong Hoi Tung                |